# Mahinda Yapa Abeywardena
Mahinda Yapa Abeywardena (nascido em 10 de outubro de 1945) é um político do Sri Lanka e proprietário de terras. Atualmente é o presidente do Parlamento do Sri Lanka.

## Carreira política
Ele entrou no parlamento pela primeira vez em 1983 pelo Partido Nacional Unido Hakmana e está ativo na política há mais de 30 anos.
Mahinda Yapa Abeywardena era um jovem deputado quando criticou abertamente o Acordo Indo-Sri Lanka de 1987, que previa a criação de um novo sistema de conselhos provinciais no Sri Lanka. Juntamente com Chandrakumara Wijeya Gunawardena, deputado de Kamburupitiya, votou contra o projeto de lei no Parlamento, tornando-se os únicos dois membros do governo que votaram contra o mesmo. Mais tarde, foi removido de sua cadeira parlamentar pelo então presidente JR Jayewardene por violação das regras do partido ao não votar a favor do projeto.
Mais tarde, juntou-se a Gamini Dissanayake e Lalith Athulathmudali (que também eram contra o Acordo Indo-Sri Lanka), que também abandonaram o Partido Nacional Unido e formaram a Frente Nacional Democrática Unida, também conhecida como "Frente Rajaliya". Mahinda Yapa Abeywardena candidatou-se então ao Conselho Provincial do Sul pela DUNF e venceu. Foi então eleito líder da oposição do Conselho Provincial do Sul em 1993 e tornou-se Ministro-Chefe do Conselho Provincial do Sul em 1994. Eleito duas vezes como Ministro-Chefe, ocupou o cargo de 1994 a 2001. É considerado um dos ministros-chefes mais bem sucedidos do sul no desenvolvimento das infra-estruturas que foram negligenciadas durante mais de 5 anos devido à era negra do país.
EDeixou o cargo para concorrer as eleições gerais de 2001 e se tornar deputado da oposição e tendo exercido seu mandato até 2004. Após as eleições gerais de 2004, tornou-se Vice-Ministro da Saúde e, mais tarde, Ministro do Gabinete para Assuntos Culturais e Património Nacional. Após as Eleições Gerais de 2010, foi nomeado Ministro da Agricultura. Após vários anos no cargo de Ministro da Agricultura, foi eleito Vice-Presidente na 38ª sessão da Organização para a Alimentação e Agricultura da Conferência das Nações Unidas (FAO), realizada em Roma, na Itália, em 2013. Foi novamente nomeado Ministro dos Assuntos Parlamentares em 2015 por um breve período até renunciar e juntar-se à oposição.
É representante do Distrito de Matara pela Aliança pela Liberdade do Povo Unido no Parlamento do Sri Lanka . Reside em Kalubowila, Dehiwala .